# Stazione di Kassel-Wilhelmshöhe
La stazione di Kassel-Wilhelmshöhe è la più grande stazione della città, capolinea della rete della DB a Kassel, Assia, in Germania.

## Trasporti
È nella corrispondenza con parecchie linee di trasporto urbano della rete tranviaria di Kassel.
La ferrovia Hannover-Würzburg passa attraverso questa stazione. Questa stazione è stata sviluppata specialmente per il treno ad alta velocità, mentre la stazione di Kassel Centrale, è adibita specialmente ai trasporti regionali.